# سیلوردیل (واشینگتن)
سیلوردیل، واشینگتن (انگلیسیSilverdale, Washington) محل برگزاری سرشماری در شهرستان کیتساپ، واشینگتن، در ایالات متحده است. جمعیت در سرشماری سال ۲۰۱۰ قریب به۱۹٬۲۰۴ نفر بود. علی‌رغم تلاش‌های بسیاری که در خصوص ثبت قانونی آن صورت گرفته، سیلوردیل همچنان به عنوان یک جامعه ثبت قانونی نشده‌است.
سیلوردیل به لحاظ درآمد سرانه. رتبه ۱۵۸ رادر میان ۵۲۲ منطقه در ایالت واشینگتن دارد.